# Patricia Mountbatten
Patricia Edwina Victoria Knatchbull, tweede gravin Mountbatten van Birma (Westminster, Londen, 14 februari 1924 — Mersham, Kent, 13 juni 2017), was een lid van de Britse adel. 
Patricia Mountbatten was de oudste dochter van Louis Mountbatten, eerste graaf Mountbatten van Birma en een achterkleinzoon van koningin Victoria van het Verenigd Koninkrijk, en Edwina Cynthia Annette Ashley. Na het overlijden van haar vader in 1979 volgde zij hem op als de tweede gravin Mountbatten van Birma. Prins Philip, echtgenoot van koningin Elizabeth II van het Verenigd Koninkrijk en vader van de huidige Britse koning Charles III, is een volle neef van haar.
Ze trouwde op 26 oktober 1946 met John Knatchbull, 7de baron Brabourne. Ze kregen acht kinderen, waaronder:
- Norton Louis Philip Knatchbull (1947)
- Nicholas Timothy Charles Knatchbull (1964–1979), stierf bij een bomaanslag van de IRA

Mountbatten, peetmoeder van koning Charles III overleed in 2017 op 93-jarige leeftijd. De uitvaart in de St Paul's Cathedral werd op 27 juni bijgewoond door onder meer koningin Elizabeth, haar man prins Philip en haar kinderen.